# Ting Jellinge Sogn
Ting Jellinge Sogn 
ist eine Kirchspielsgemeinde (dän.: Sogn)
auf der Insel Sjælland im südlichen Dänemark.
Bis 1970 gehörte sie zur Harde Vester Flakkebjerg Herred im damaligen Sorø Amt, danach zur Fuglebjerg Kommune im Vestsjællands Amt, die im Zuge der  Kommunalreform zum 1. Januar 2007 in der Næstved Kommune in der Region Sjælland aufgegangen ist.
Im Kirchspiel leben 134 Einwohner (Stand: 1. Januar 2023).
Im Kirchspiel liegt die Kirche „Ting Jellinge Kirke“.
Nachbargemeinden sind im Nordosten Krummerup Sogn und im Süden Hårslev Sogn, ferner in der benachbarten Slagelse Kommune im Südwesten Hyllested Sogn und im Nordwesten Gimlinge Sogn.